# Eva contro Eva
Eva contro Eva (All About Eve) è un film del 1950 diretto da Joseph L. Mankiewicz e ispirato al racconto The Wisdom of Eve di Mary Orr (1946). È l'unico film ad aver ricevuto quattro candidature agli Oscar per le interpretazioni femminili: due – Bette Davis e Anne Baxter – per l'Oscar alla migliore attrice e due – Celeste Holm e Thelma Ritter – per l'Oscar alla migliore attrice non protagonista. Paradossalmente, però, a vincere un premio fu solo George Sanders, come migliore attore non protagonista.
Nel 1990 il film è stato selezionato per la conservazione nel National Film Registry degli Stati Uniti dalla Biblioteca del Congresso come "culturalmente, storicamente o esteticamente significativo". Nel 1998 l'American Film Institute l'ha inserito al sedicesimo posto della classifica dei migliori cento film statunitensi di tutti i tempi, mentre dieci anni dopo, nella lista aggiornata, è sceso al ventottesimo posto.

## Trama

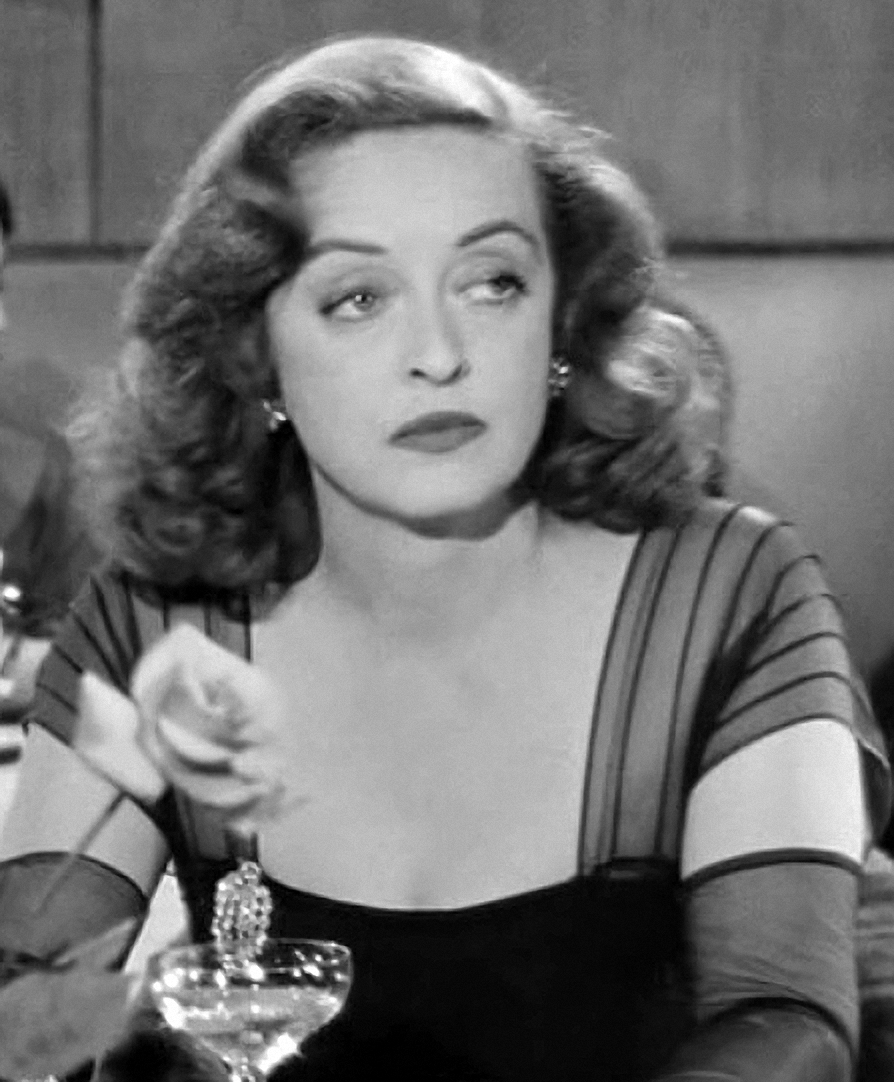
Bette Davis nei panni della diva Margo Channing in una scena

La giovane e attraente Eva Harrington si presenta a Margo Channing, famosa diva di Broadway, esprimendole la sua più fervida ammirazione, sentimento che l'ha portata a seguire per anni la diva ad ogni suo spettacolo. Convinta della buona fede della ragazza, Margo l'assume come segretaria.
Eva non tarda a farsi benvolere anche dai migliori amici e collaboratori artistici di Margo, il commediografo Lloyd Richards e sua moglie Karen, nonché dal fidanzato Bill Sampson, regista teatrale. La devozione incondizionata di Eva e le sue instancabili premure iniziano però ben presto a irritare Margo, gelosa delle attenzioni rivolte da Bill a Eva. Durante un ricevimento in casa di Margo, al quale intervengono anche il critico teatrale Addison DeWitt e il produttore Max Fabian, l'attrice, che teme la giovane come possibile rivale, litiga con Eva e Bill, che ha visto chiacchierare affabilmente insieme.
Successivamente, grazie all'appoggio di Karen Richards, che disapprova il comportamento ormai isterico di Margo, Eva ottiene il ruolo di sostituta di Margo nella sua pièce più applaudita. Favorita dalle recensioni del critico Addison DeWitt, divenuto suo amante, Eva da un giorno all'altro diventa una stella del palcoscenico, offuscando l'astro declinante della rivale. Ma nello stesso tempo la giovane inizia a rivelare la sua doppiezza e la sua spregiudicata ambizione, tentando di sedurre Bill Sampson, il quale però la respinge con disprezzo.
Nel frattempo Margo, ormai stanca della vita solitaria e frenetica impostale dalla carriera teatrale, si riappacifica con il suo compagno Bill, decidendo di convolare a nozze con lui, di rallentare la propria attività artistica e di rifiutare il ruolo di protagonista nel nuovo lavoro teatrale di Lloyd. Margo e Bill festeggiano l'avvenimento con una cena in compagnia di Lloyd e Karen, che finalmente hanno compreso la vera natura ambiziosa di Eva.
Eva ottiene un grande successo nel ruolo inizialmente destinato a Margo, e viene insignita del premio Sarah Siddons, uno dei più prestigiosi riconoscimenti teatrali. Al termine della serata, ormai odiata da tutti i suoi vecchi amici, la nuova stella del teatro rientra nel suo appartamento e trova ad attenderla una sconosciuta adolescente, che si è intrufolata nella sua stanza eludendo la sorveglianza. La ragazza si scusa e si presenta: è una giovane studentessa di nome Phoebe, desiderosa di fare l'attrice e fervente fan di Eva, alla quale rivolge i complimenti per le sue splendide interpretazioni teatrali. Eva la ringrazia e poi crolla sul divano dove si addormenta subito, stanca per la serata. Poco dopo bussa alla porta della camera Addison DeWitt per restituire a Eva il premio appena vinto e dimenticato poco prima nel taxi: Phoebe gli apre la porta e fissa come ipnotizzata il premio. Addison comprende immediatamente che il vile e astuto comportamento di Eva nei confronti di Margo sta per ripetersi, stavolta da parte di Phoebe nei confronti di Eva.
Infine Addison si congeda dalla ragazza dicendole che se vuole diventare una famosa attrice teatrale dovrà chiedere l'aiuto di Eva, la quale saprà darle ottimi consigli.

## Personaggi

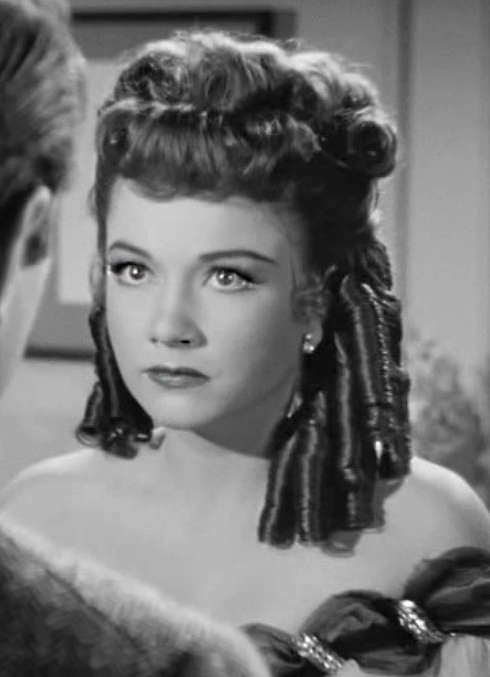
Anne Baxter nel trailer

- Margo Channing: interpretata da Bette Davis, Margo Channing è una famosa attrice teatrale di quarant'anni. Egocentrica e possessiva, vive una relazione tormentata con il suo compagno Bill Sampson. La sua carriera, e anche un po' la sua vita, vengono rovinate quando conosce Eva Harrington, sua fan, che si presenta a farle i complimenti per le sue splendide interpretazioni. Eva le porta via il suo ruolo più famoso e si invaghisce di Bill. Alla fine Margo, pur avendo perso il suo ruolo, riesce a conservare l'amore di Bill, che le chiede di sposarlo.
- Eve Harrington: interpretata da Anne Baxter, Eva Harrington è una ragazza desiderosa di fare l'attrice. A Margo Channing, il suo modello, dichiarerà - falsamente - di aver assistito a tutte le sue recite. Una sera, si presenta nel camerino di Margo per farle i complimenti: la sua ammirazione viscerale, il suo entusiasmo e la dolcezza conquistano la diva. A fine serata, Eva, rendendosi indispensabile con tutta una serie di piccole attenzioni, riesce a farsi assumere come segretaria da Margo. Con astuzia, si fa strada: con il suo carattere apparentemente dolce e fragile si fa benvolere da tutti gli amici di Margo per arrivare a portarle via il suo ruolo più famoso. Diventa così improvvisamente una stella di Broadway. Ma ben presto gli amici di Margo si accorgeranno di quanto Eva sia stata falsa e sfrenatamente ambiziosa.
- Addison DeWitt: interpretato da George Sanders, Addison DeWitt è un potente critico teatrale che ha nelle sue mani la sorte di ogni spettacolo: il suo giudizio può portare alle stelle un esordiente o stroncare una carriera. Eva capisce subito che DeWitt è il suo alleato più prezioso per scalare i gradini che la devono portare a conquistare il pubblico. E DeWitt si presta al gioco, affascinato dalle qualità di attrice di Eva, ma anche dalla sua doppiezza che la rende così simile a lui. Quando Eva crede di potergli sfuggire, DeWitt la rimette subito al suo posto: lei è una sua creatura e lui non esita neppure nel ricorrere al ricatto per averla. Cinicamente, quando incontra Phoebe, la consiglia perfidamente: ogni nuova Eva è destinata a scalzare la vecchia. Ma DeWitt resta sempre il burattinaio di tutte.
- Bill Sampson: interpretato da Gary Merrill, è il regista nonché compagno di Margo Channing con cui vive una relazione turbolenta complicata dall'atteggiamento possessivo di Margo, ossessionata dall'età (Bill è molto più giovane di lei) e dalla crescente gelosia nei confronti dell'ambiziosa Eva. Poche volte, come in questo film, finzione e vita reale si sono sovrapposte: nel film Margo dichiara di avere 40 anni e Bill 32 (i due attori avevano circa la stessa differenza d'età: Bette Davis 42 anni e Gary Merrill 35) e al termine delle riprese i due si sposarono davvero, proprio come annunciano i rispettivi personaggi verso la fine del film. Il matrimonio durò dieci anni e fu assai turbolento, come racconta la stessa Davis nella sua prima autobiografia, "Lo schermo della solitudine".
- Lloyd Richards e Karen Richards, interpretati da Hugh Marlowe e Celeste Holm: marito e moglie, sono i migliori amici di Margo e Bill. Lloyd è un autore di importanti lavori teatrali, Karen la sua assistente. Entrambi non sopportano più le bizze di Margo e finiscono con il subire il fascino di Eva. Sarà Karen ad aprire gli occhi per prima, scoprendo il carattere subdolo e arrivista della ragazza.
- Birdie Coonan: interpretata da Thelma Ritter, è la guardarobiera, assistente e confidente di Margo, con un passato da attrice; è burbera ma in fondo paziente nei confronti della primadonna. Nonostante il suo cinismo, anche lei come Karen si impietosisce davanti alla storia lacrimevole di Eva e finisce con il crederle.

## Produzione

### Cast
Per il ruolo della protagonista furono prese in considerazione diverse attrici fra cui Susan Hayward, poi scartata perché troppo giovane per il ruolo di Margo Channing, mentre Claudette Colbert dovette rinunciare un paio di settimane prima dell'inizio delle riprese per motivi di salute. Fu interpellata anche Ingrid Bergman, ma risultò anche lei troppo giovane per la parte; alla fine venne definitivamente scritturata Bette Davis, nonostante la forte opposizione del produttore Darryl F. Zanuck, memore degli scontri avuti con lei negli anni precedenti. L'attrice invece si comportò in modo molto professionale e fornì un'ottima interpretazione nella quale citava anche vari tratti della sua personalità.
Anche Anne Baxter fu una seconda scelta, motivata dalla gravidanza di Jeanne Crain, che avrebbe dovuto interpretare quel ruolo. La piccola parte ottenuta dalla giovane Marilyn Monroe si deve all'ottima campagna del suo agente, dato che anche in questo caso il produttore non era molto convinto e che un paio di anni prima l'aveva scartata considerandola poco fotogenica.

## Riconoscimenti
- 1951 – Premio Oscar
  - Miglior film a Darryl F. Zanuck
  - Miglior regista a Joseph L. Mankiewicz
  - Miglior attore non protagonista a George Sanders
  - Miglior sceneggiatura non originale a Joseph L. Mankiewicz
  - Migliori costumi ad Edith Head e Charles LeMaire
  - Miglior sonoro a Thomas T. Moulton
  - Candidatura alla miglior attrice ad Anne Baxter
  - Candidatura alla miglior attrice a Bette Davis
  - Candidatura alla miglior attrice non protagonista a Celeste Holm
  - Candidatura alla miglior attrice non protagonista a Thelma Ritter
  - Candidatura alla miglior fotografia a Milton R. Krasner
  - Candidatura alla miglior scenografia a Lyle R. Wheeler, George W. Davis, Thomas Little e Walter M. Scott
  - Candidatura alla miglior colonna sonora ad Alfred Newman
  - Candidatura al miglior montaggio a Barbara McLean
- 1951 – Golden Globe
  - Miglior sceneggiatura a Joseph L. Mankiewicz
  - Candidatura al miglior film drammatico
  - Candidatura al miglior regista a Joseph L. Mankiewicz
  - Candidatura alla miglior attrice in un film drammatico a Bette Davis
  - Candidatura al miglior attore non protagonista a George Sanders
  - Candidatura alla miglior attrice non protagonista a Thelma Ritter
- 1951 – BAFTA
  - Miglior film internazionale
- 1950 – New York Film Critics Circle Award
  - Miglior film
  - Miglior regista a Joseph L. Mankiewicz
  - Miglior attrice protagonista a Bette Davis
- 1951 – Festival di Cannes
  - Prix d'interprétation féminine a Bette Davis
  - Premio della giuria a Joseph L. Mankiewicz
  - Candidatura alla Palma d'oro a Joseph L. Mankiewicz
- 1952 – Nastro d'argento
  - Miglior attrice straniera a Bette Davis

### AFI's 100 Years
Una battuta del film ("Prendete il salvagente... Questa sera c'è aria di burrasca!", "Fasten your seatbelts. It's going to be a bumpy night!" in lingua originale) è stata inserita nel 2005 nella lista delle cento migliori citazioni cinematografiche di tutti i tempi stilata dall'American Film Institute, al 9º posto.

## Altri media
Eva contro Eva è stato riadattato per le scene due volte. La prima fu per il musical Applause, con libretto di Betty Comden e Adolph Green, versi di Lee Adams e musica di Charles Strouse, rimasto in scena per quasi 900 repliche a Broadway con Lauren Bacall nel ruolo di Margo. Lo show vinse il Tony Award al miglior musical. Nel 1980 il musical andò in scena anche in Italia con Rossella Falk, Ivana Monti e Liù Bosisio. Nel 2019 il regista belga Ivo van Hove ha adattato la sceneggiatura originale di Mankiewicz nel dramma All About Eve, andato in scena al Noel Coward Theatre del West End londinese con Gillian Anderson nel ruolo di Margo e Lily James in quello di Eve.